# Нові філософи
Нові філософи (фр. nouveaux philosophes) — назва групи французьких філософів, які в 1970-их роках відмовилися від марксизму, й стали його критиками. До нових філософів відносять Андре Глюксмана, Алена Фенкількрота, Бернара-Анрі Леві, Жана-Марі Бенуа, Крістіана Ламбера, Гі Лардро, Жана-Поля Долле . Ці філософи критикують також постструктуалістів, Жана-Поля Сартра, Фрідріха Ніцше та Мартіна Гайдеггера.
Термін запровадив Бернар-Анрі Леві, давши назву «Нові філософи» спеціальному випуску «Ле Нувель Літерер».
Випуск містив низку статей і есе, що мали на меті познайомити читача з молодими інтелектуалами: Леві, Бенуа, Мішелем Гереном, Жамбе та Лардро і створити зацікавлення їхніми ідеями. Як наслідок про нових філософів заговорили в засобах масової інформації Франції, Італії та інших країн.
Більшість нових філософів раніше підтримували маоїзм або інші ліві рухи, але стали в опозицію до марксизму. Цьому сприяло знайомство з творами Олександра Солженіцина про ГУЛАГ та інші злочини радянського керівництва. Крім Солженіцина великий вплив на них мали ідеї Мішеля Фуко та Жака Лакана.
Новим філософам була притаманна тенденція ставити під сумніву аргументи лівиці, підкреслюючи властиве їй надмірне захоплення владою, витоки якого йдуть від Гегеля й Маркса. Серед їхніх думок виділялася концепція властелинів-мислителів (фр. Les Maîtres Penseurs) на кшталт Маркса й Рабле, творців систем гноблення. У книзі Глюкмана під назвою «Les Maîtres Penseurs» стверджується, що знання, вміння та філософія створюють серцевину домінування, навіть розум називався витоком авторитаризму. Пізніше під критику нових філософів потрапив мультикультуралізм